# أفيانكا الإكوادور
أفيانكا الإكوادور (بالإنجليزية: Avianca Ecuador) وكانت تعرف سابقا باسم AeroGal، هي شركة طيران مقرها في كيتو بدولة الإكوادور. تقوم الشركة بتشغيل رحلات نقل الركاب والبضائع داخل الإكوادور خصوصا بين البر الرئيسي وجزر غالاباغوس، وبين الإكوادور وبيرو (بالنيابة عن أفيانكا البيرو) وكولومبيا (بالنيابة عن أفيانكا). تُعد الشركة واحدة من شركات الطيران السبع ذات العلامات التجارية الوطنية التي تنضوي تحت لواء مجموعة أفيانكا القابضة لشركات الطيران في أمريكا اللاتينية.

## الأسطول

### الأسطول الحالي

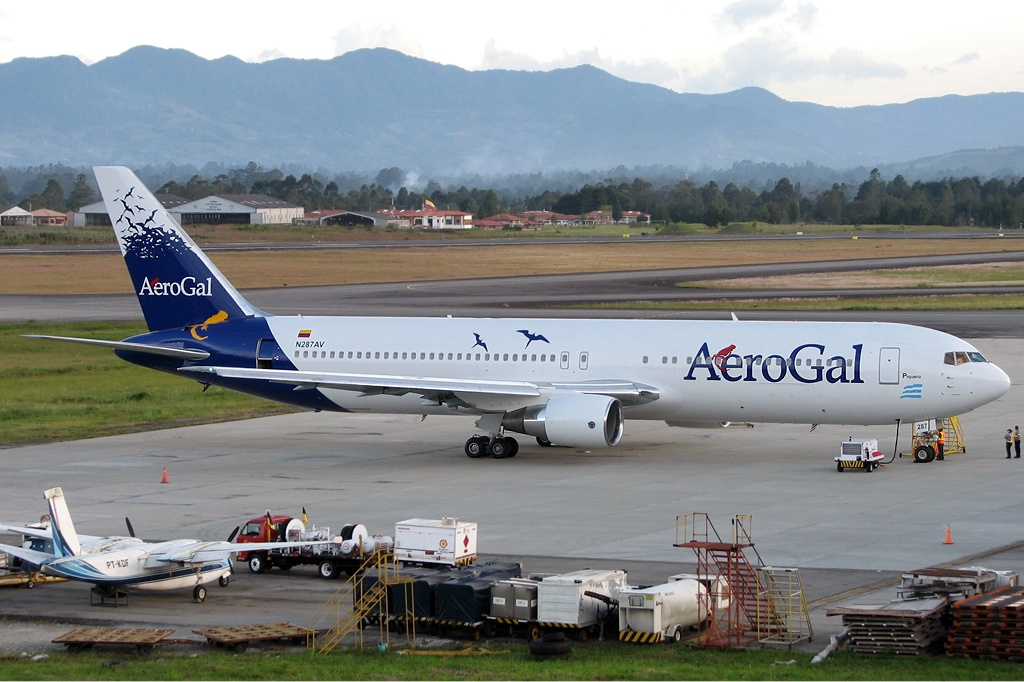
طائرة بوينغ 767 في مطار خوسية ماريا كوردوفا الدولي في 2009

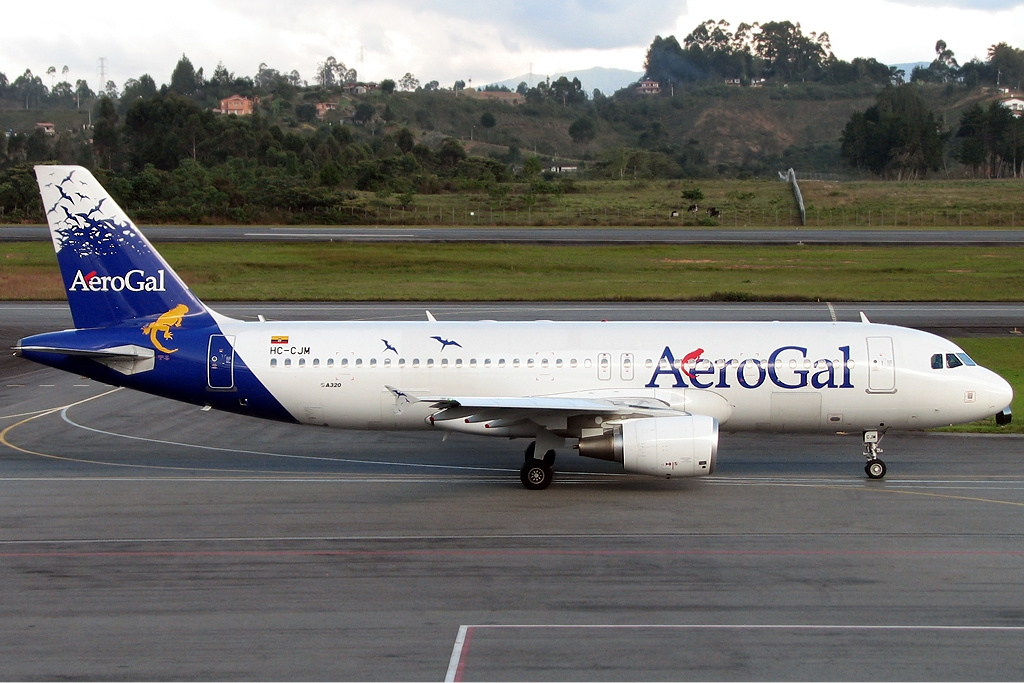
طائرة إيرباص إيه 320 للشركة في مطار خوسية ماريا كوردوفا الدولي في 2010

اعتبارًا من فبراير 2022، تشغل أفيانكا الإكوادور الطائرات التالية:
| الطائرة        | في الخدمة | مطلوبة | الركاب       | الركاب   | الركاب  | ملاحظات |
| الطائرة        | في الخدمة | مطلوبة | رجال الأعمال | السياحية | المجموع | ملاحظات |
| -------------- | --------- | ------ | ------------ | -------- | ------- | ------- |
| إيرباص إيه 319 | 1         | —      | 12           | 108      | 120     |         |
| إيرباص إيه 320 | 6         | —      | 12           | 138      | 150     |         |
| إيرباص إيه 320 | 6         | —      | —            | 186      | 186     |         |
| المجموع        | 7         | —      |              |          |         |         |

### الأسطول التاريخي
سبق لأفيانكا الإكوادور تشغيل الطائرات التالية:
| الطائرة          | المجموع | أدخلت | سحبت      | ملاحظات            |
| ---------------- | ------- | ----- | --------- | ------------------ |
| بوينغ 727        | 2       | 2002  | 2007      |                    |
| بوينغ 737        | 9       | 2003  | 2011      |                    |
| بوينغ 737 كلاسيك | 2       | 2008  | 2012      |                    |
| بوينغ 757        | 2       | 2008  | 2012      |                    |
| بوينغ 767        | 1       | 2009  | 2012      | مستأجرة من أفيانكا |
| Dornier Do 28    | 2       | 1986  | غير معروف |                    |
| فيرتشايلد إف-27  | 2       | 1993  | 1996      |                    |
| فيرتشايلد إف-27  | 2       | 1995  | 2002      |                    |